# Dexip (poeta)
|  | Per a altres significats, vegeu «Dexip». |

Dexip (en llatí Dexippus, en grec Δέξιππος "Déxippos") fou un poeta còmic atenenc del que no es coneix res sobre la seva vida privada ni de la seva època, però del que Suides esmenta una obra seva titulada Θησυρός i Eudòxia menciona altres quatre obres: Ἀντιπορνοβοσκός, Φιλάργυρος, Ἱστοριογράφος i ΔιαδικαΖόμενοι.